# トム・スターリッジ
トム・スターリッジ（Thomas Sidney Jerome "Tom" Sturridge, 1985年12月5日 - ）は、イギリスの俳優。

## 略歴
劇作家でありプロデューサーの父親チャールズ・スターリッジと女優である母親フィービー・ニコルズの元に長男としてロンドンで生まれ、名門パブリックスクール（全寮制男子校）であるウィンチェスター・カレッジに通った。祖父アンソニー・ニコルズ、祖母フェイス・ケント、叔父のケイト・ニコルズも俳優である。また、弟の通っているHarrodian Schoolに俳優のロバート・パティンソンがおり、親友同士になった。

## キャリア
1996年に子役としてキャリアをスタート。父親がディレクターを務めた『ガリバー旅行記』のテレビシリーズなどに出演。この作品では母親と共演した。
その後学生生活に戻っていたが、2004年に俳優として復帰。『悪女』やエディ・レッドメインと共演した『ザ・デンジャラス・マインド』（日本劇場未公開）に出演。若い女性を中心に人気を集める。
さらに映画『ジャンパー』の主役にダグ・リーマン監督により抜擢された。しかし20世紀フォックス側は3部作予定の大作に無名の俳優を使うことをおそれ反発し、結局この映画の主役は『スター・ウォーズ』で名が知れていたヘイデン・クリステンセンがつとめることとなった。
こののち映画界を少し離れたが、2009年公開の映画『パイレーツ・ロック』で繊細な青年カールを演じている。

## 私生活
2011年より女優のシエナ・ミラーと交際を始め、2012年7月に娘が生まれている。同年に婚約したことを発表した。

## フィルモグラフィー

### 映画
| 公開年 | 邦題 原題                                                 | 役名                         | 備考                                      |
| ------ | --------------------------------------------------------- | ---------------------------- | ----------------------------------------- |
| 1996   | ガリバー/小人の国・大人の国 Gulliver's Travels            | トム・ガリバー               | テレビ映画                                |
| 1997   | FairyTale: A True Story                                   | Hab                          |                                           |
| 2004   | 悪女 Vanity Fair                                          | ジョージー・オズボーン       |                                           |
| 2004   | 華麗なる恋の舞台で Being Julia                            | ロジャー                     |                                           |
| 2005   | ブラザーズ・オブ・ザ・ヘッド Brothers of the Head         | バリー・ハウ                 |                                           |
| 2006   | ザ・デンジャラス・マインド Like Minds                     | ナイジェル・コルビー         | 別題『悪魔のルームメイト』 日本劇場未公開 |
| 2009   | パイレーツ・ロック The Boat That Rocked                   | カール                       |                                           |
| 2012   | オン・ザ・ロード On the Road                              | カルロ・マークス             |                                           |
| 2014   | Effie Gray                                                | ジョン・エヴァレット・ミレー |                                           |
| 2015   | 遥か群衆を離れて Far from the Madding Crowd               | トロイ軍曹                   | 日本劇場未公開                            |
| 2015   | リメインダー 失われし記憶の破片 Remainder                 | トム                         |                                           |
| 2016   | ホロウ・クラウン/嘆きの王冠 The Hollow Crown              | ヘンリー6世                  | テレビ映画                                |
| 2017   | ソング・トゥ・ソング Song to Song                         | BVの弟                       |                                           |
| 2017   | ヘル・フロント 〜地獄の最前線〜 Journey's End             | ヒバート                     |                                           |
| 2017   | メアリーの総て Mary Shelley                               | ジョージ・ゴードン・バイロン |                                           |
| 2019   | ベルベット・バズソー: 血塗られたギャラリー Velvet Buzzsaw | ジョン・ドンドン             | Netflixオリジナル映画                     |

### テレビシリーズ
| 年        | 邦題 原題              | 役名                    | 備考        |
| --------- | ---------------------- | ----------------------- | ----------- |
| 2018-2019 | Sweetbitter            | ジェイク                | 計14話出演  |
| 2022      | サンドマン The Sandman | モルフェウス / ドリーム | Netflix配信 |